# Michał III Metystes
Michał III Metystes (gr. Μιχαήλ Γ΄, Mikhaēl III; ur. 839 lub 840 w Konstantynopolu, zm. 23 lub 24 września 867 tamże) – cesarz bizantyński od 842, ostatni z dynastii amoryjskiej.

## Młodość
Drugi syn cesarza Teofila i cesarzowej Teodory. Koronowany w 842 roku, początkowo pozostawał bez rzeczywistego wpływu na sprawy państwowe, ponieważ regencję nad nim sprawowała jego matka Teodora.

## Rządy

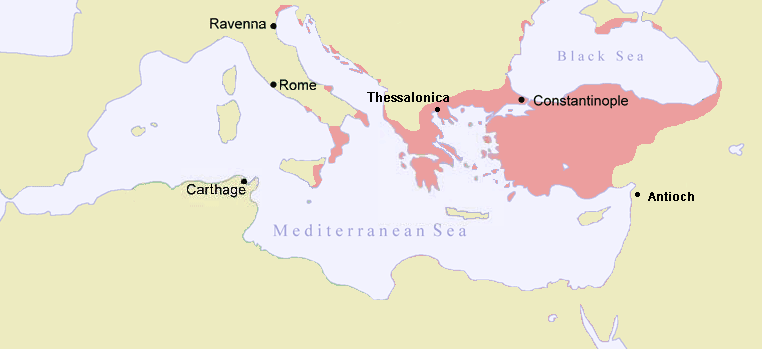
Cesarstwo Bizantyńskie w roku 867

W roku 856 Michał wraz ze swoim wujem Bardasem przeprowadził przewrót pałacowy, w wyniku którego Teodora została wysłana do klasztoru, a Bardas zyskał znaczne wpływy, ostatecznie zostając mianowany współcesarzem w maju 862. W związku z zamiłowaniem Michała do pijatyk i innych rozrywek, to Bardas zajmował się zarządzaniem imperium. Z jego inicjatywy odnowiono uniwersytet w Konstantynopolu, przyczynił się on do odparcia najazdu Rusinów na Konstantynopol w roku 860. W 863 roku wysłał Cyryla i Metodego w misji chrystianizacyjnej na Morawy; umocnił wpływy Bizancjum na Bałkanach m.in. poprzez chrzest władcy Bułgarii w 864 roku. Właśnie działalność Bardasa, przypadająca na okres panowania Michała jest uznawana za początek tzw. renesansu macedońskiego, chociaż dopiero następny cesarz założył dynastię macedońską. Bardas został zamordowany przez kolejnego cesarskiego faworyta Bazylego w roku 866, podczas przygotowań do odbicia Krety spod panowania arabskiego.

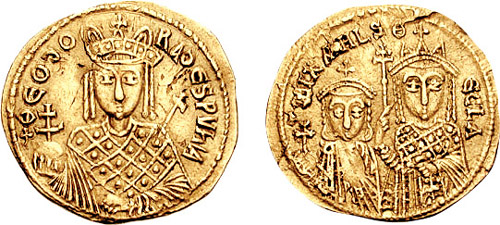
Solid z czasu regencji Teodory (Cesarzowa Teodora po lewej, po prawej Michał III (mniejsza postać) i jego siostra Tekla)

## Polityka zagraniczna
Praktycznie przez cały okres rządów, Michał III zmuszony był walczyć z zagrożeniem arabskim. Pomimo jego wysiłków, najeźdźcy opanowali Sycylię oraz wylądowali w południowej Italii. Równolegle walki z Arabami trwały w Azji Mniejszej. W roku 859 cesarz wraz z Bardasem kierował wyprawą na Samosatę, zakończoną powodzeniem. Za panowania tego władcy, po raz pierwszy Rusowie najechali na Konstantynopol (860 rok), zmuszając Michała do przerwania kampanii na wschodzie i kierowania obroną stolicy.

## Zamach
Pijany cesarz został zamordowany w wyniku rewolucji pałacowej we wrześniu 867 roku. Jej efektem był upadek dynastii amoryjskiej, oraz dojście do władzy Bazylego I.

## Życie rodzinne
Jego żoną była Eudokia Dekapolitissa, ale nie miał z nią żadnych dzieci.